# Microphthalma vibrissata
Microphthalma vibrissata là một loài ruồi trong họ Tachinidae.